# ماني أكوستا
ماني أكوستا (بالإسبانية: Manny Acosta)‏ هو لاعب كرة قاعدة بنمي، ولد في 1 مايو 1981 في كولون (بنما) في بنما.

## وصلات خارجية
- ماني أكوستا على موقع دوري كرة القاعدة الرئيسي (الإنجليزية)
- ماني أكوستا على موقع الدوري الياباني لكرة القاعدة (الإنجليزية)
- ماني أكوستا على موقعبيزبول رفرنس.كوم (الدوري الرئيسي) (الإنجليزية)
- ماني أكوستا على موقعبيزبول رفرنس.كوم (الدوري الثانوي) (الإنجليزية)
- ماني أكوستا على موقع إي إس بي إن.كوم (أم.أل.بي) (الإنجليزية)
- ماني أكوستا على موقع مشجعي الرسوم البيانية (الإنجليزية)